# 下邳郡
下邳郡，是中國东汉到隋朝的一个郡。
汉明帝永平十五年（72年）改临淮郡设置下邳国，封第六子刘衍为下邳王。治所在下邳县（今江苏省睢宁县西北）。包括今江苏省新沂市、邳州市以南，涟水县、淮安市以西，盱眙县、安徽省明光市以北。东汉末建安年间，下邳国除为郡，军阀吕布割据徐州，以下邳为治所。西晋太康元年（280年），分下邳郡淮南诸县复置临淮郡，临淮郡领盱眙县、东阳县、高山县、赘其县、潘旌县、高邮县、淮陵县、司吾县、下相县、徐县。
隋朝初年，合并州郡，下邳郡撤销。隋炀帝大业年间，一度将邳州改为马邑郡。